# Décision unanime
Une décision unanime (Unanimous decision ; UD) est un critère de victoire dans de nombreux sports de combat et de contact, tel que la boxe, le kick-boxing, le muay-thaï, le MMA, ainsi que d'autres sports impliquant la frappe et la soumission au sein duquel les trois jurés s'accordent sur le boxeur ayant remporté le match.
En boxe, chaque juré compte les points (tour après tour) de chaque boxeur qu'ils estiment être le vainqueur (ou le perdant). Cela ne comprend que les coups portés à la tête ou au corps. Dans le MMA, les jurés recherchent différents critères tel que les coups de pied, les mises au tapis, les coups de poing, de genou, de coude, le cage control (litt. contrôle de la cage), les tentatives de soumission, ainsi que l'agression. Une décision n'est pas obligatoirement unanime pour un boxeur ou un artiste de MMA afin d'être désigné vainqueur. A l'époque moderne de la boxe olympique, la décision unanime est plus souvent employée que d'autres résultats, y compris les arrêts de jeu. La décision unanime ne doit pas être confondue avec la décision à la majorité ou la décision partagée.

## Histoire
Dans les premiers temps du combat, les vainqueurs étaient uniquement déterminés lorsqu'une partie ne pouvait se poursuivre. Le National Sporting Club (litt. Club sportif national) commença à promouvoir le combat professionnel. Il introduisit l'usage des officiels ainsi que leur capacité à déclarer le vainqueur du combat. Les officiels débutèrent à utiliser un système de comptage de points afin de déterminer le vainqueur du combat, et cela rendit les décisions unanimes un résultat logique. 
Chaque décision de sports de combat peut potentiellement être retournée. Certaines raisons peuvent comprendre des erreurs de comptage, une fausse déclaration, ainsi qu'une disqualification rétroactive due aux violations de la règle. Il n'y eut qu'un seul cas de décision unanime retournée, lors d'un combat en 1983 entre Luis Resto et Billy Collins, Jr., dont Resto remporta le match, or, il fut révélé par la suite qu'il combattit avec des gants trafiqués. La découvertes des gants trafiqués tourna la Décision Unanime en Sans Décision (No contest).

## Décisions unanimes notables
| Date            | Vainqueur             | Adversaire     | Remarques |
| --------------- | --------------------- | -------------- | --- |
| 8 mars 1971     | Joe Frazier           | Mohamed Ali    | Pour les titres poids lourds WBA, WBC et vacants The Ring                                                        |
| 28 janvier 1974 | Mohamed Ali           | Joe Frazier    | Conserve le titre NABF des poids lourds                                                                          |
| 7 mars 1987     | Mike Tyson            | James Smith    | Titre des poids lourds WBC conservé ; Titre des poids lourds WBA remporté ; Série d'unification des poids lourds |
| 11 juin 2009    | Georges St-Pierre     | Thiago Alves   | A défendu le championnat des poids welters de l'UFC.                                                             |
| 2 mai 2015      | Floyd Mayweather, Jr. | Manny Pacquiao | Titres WBA (Unifié), WBC et The Ring des poids welters conservés ; Titre WBO des poids welters remporté          |
| 8 février 2020  | Jon Jones             | Dominick Reyes | A défendu le championnat des poids mi-lourds de l'UFC.                                                           |

## Décisions unanimes controverses
| Date            | Vainqueur       | Adversaire            | Remarques                                                         |
| --------------- | --------------- | --------------------- | ----------------------------------------------------------------- |
| 10 avril 2010   | B.J. Penn       | Frankie Edgar         | A perdu le championnat des poids légers de l'UFC.                 |
| 4 février 2012  | Carlos Condit   | Nick Diaz             | A remporté le championnat intérimaire des poids welters de l'UFC. |
| 2 juillet 2017  | Jeff Horn       | Manny Pacquiao        | Titre WBO des poids welters perdu                                 |
| 12 février 2023 | Islam Makhachev | Alexander Volkanovski | A conservé le titre de champion des poids légers de l'UFC.        |

## Athlètes notables

### Boxe
- Floyd Mayweather, Jr. - 20 victoires par Décision Unanime
- Mohamed Ali - 18 victoires par Décision Unanime
- Manny Pacquiao - 18 victoires par Décision Unanime
- Joe Louis - 9 victoires par Décision Unanime

### MMA
- Jon Jones - 9 victoires par Décision Unanime
- Anderson Silva - 9 victoires par Décision Unanime
- Georges St-Pierre - 10 victoires par Décision Unanime
- Kamaru Usman - 9 victoires par Décision Unanime